# Hugo Hamilton (1832–1903)
Hugo Johan Hamilton, född 21 augusti 1832 i Lunda församling, Södermanlands län, död 14 november 1903 i Bo församling, Örebro län, var en svensk friherre, godsägare och riksdagsman.

## Biografi
Hugo Hamilton af Hageby föddes på Stavsjö bruk i Kila socken. Han var son till riksdagsmannen Hugo Hamilton af Hageby och Lovisa Johanna Ridderstolpe. Hamilton blev 1851 student vid Uppsala universitet och avlades 1853 juridisk filosofikandidatexamen och 13 september 1855 examen till rättegångsverken. Han blev 1868 ledamot av Örebro läns landsting. Hamilton var som riksdagsman ledamot av första kammaren 1871–1885 (vald av Örebro läns valkrets). Han utnämndes 1 december 1875 till riddare och Nordstjärneorden och 1 december 1886 till kommendör av Vasaorden första klassen. Hamilton blev 1894 vice ordförande i Örebro läns landsting. Han avled 1903 på Boo slott i Bo socken.

### Egendom
Hamilton arrenderade från 1857 till 1868 Averby i Bo socken, ägde från 1860 till 1871 Nord-Halla i Saleby socken och från 1874 till 1895 Folkströms bruk i Hällestads socken.
Han var ägare till godset Boo i Örebro län med Gryts bruk och Hjortskvarns masugn.

### Familj
Hamilton gifte sig 23 juni 1857 på Boo med Mariana Charlotta Maria af Sandeberg (1836–1922), dotter till majoren John David af Sandeberg och Christina Maria Borgström. De fick tillsammans barnen Amalia Lovisa Hamilton (född 1858) som var gift med kammarherren, friherre Carl Henrik Leijonhielm och godsägaren Hugo David Hamilton (1859–1924) som var gift med friherrinnan Ebba Margareta von Essen (föd 1886).